# Momotarō
Momotarō (桃太郎 o también ももたろう Momotarō?) es el protagonista de uno de los cuentos tradicionales más famosos de Japón. Su nombre viene de momo (桃 durazno?) + Tarō (nombre masculino común).

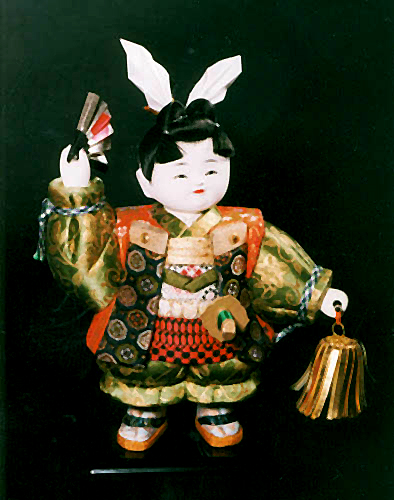
Figura de Momotarō.

Se dice que Momotarō es un héroe local de la Prefectura de Okayama, pero esta creencia fue inventada en la época moderna. Esta creencia no es aceptada en los círculos académicos.

## Historia
Cuenta la historia de una pareja de ancianos que no puede tener hijos y un día son bendecidos con un niño que nace del interior de un melocotón gigante, que la anciana encuentra un día flotando en un río. La pareja de ancianos decide llamarlo Momotarō, que viene de momo (melocotón) y tarō (el primer varón de la familia).
Al crecer, el personaje principal, se convierte en un gran héroe cuando decide recuperar un tesoro que está en Onigashima (la isla de los demonios). En su camino se encuentra con varios animales: un faisán, un perro y un mono que, gracias a la generosidad que muestra el muchacho con ellos, se le unen en su travesía.
Viaja a la isla habitada por demonios (鬼 también se puede escribir おに oni?), acaba con ellos y salva a los lugareños de sus fechorías.